# 生産技術 (企業)

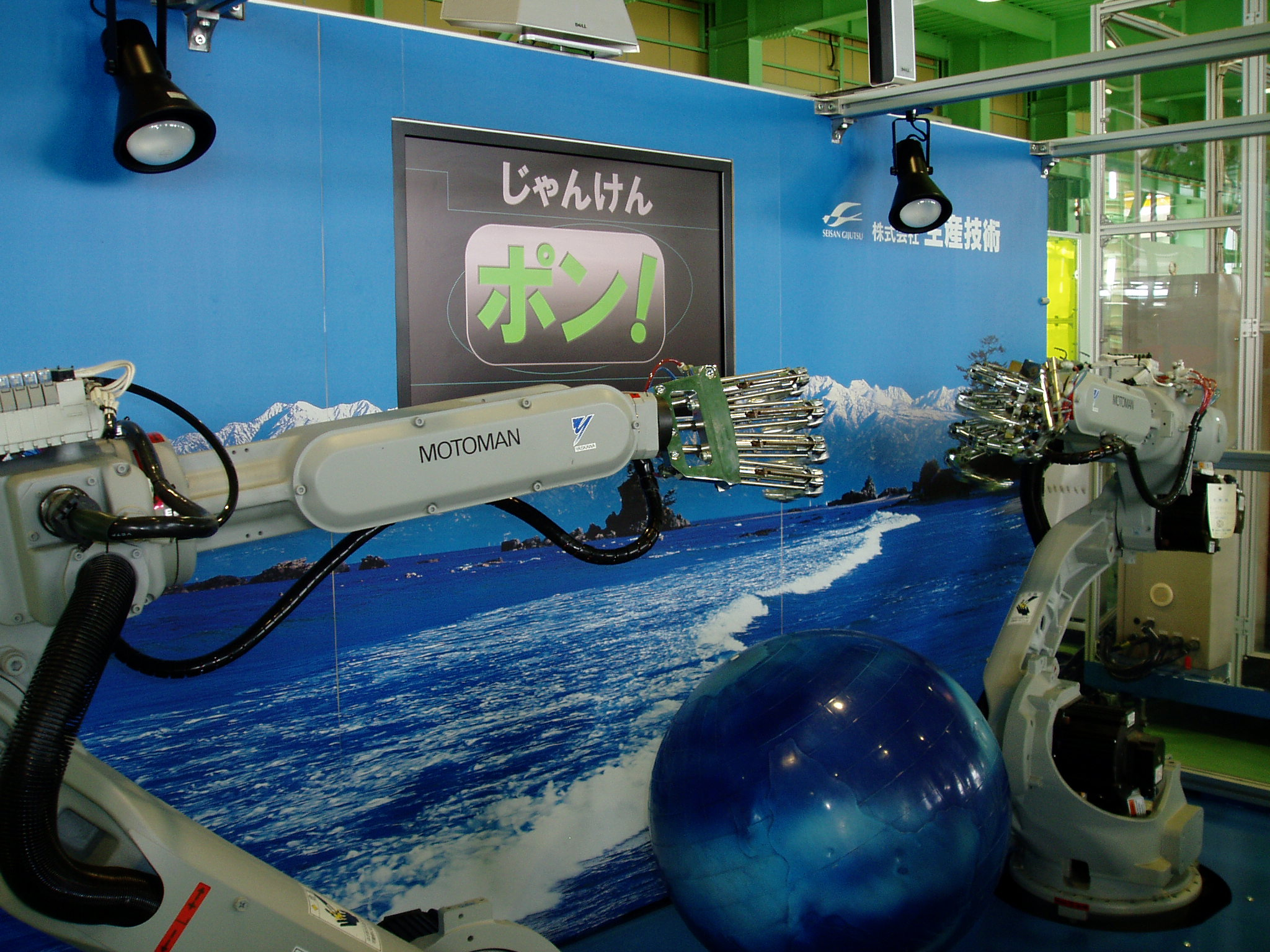
安川電機製ロボットを流用して作られたじゃんけんロボット。

株式会社生産技術（せいさんぎじゅつ）は、かつて富山県富山市婦中町青島に存在した企業。

## 概要
主にロボット・溶接機・産業機械のレンタル、ロボット機械製造・再生販売を展開。1992年から産業用ロボット事業に参入しオペレーター研修まで一貫して手掛ける事で中小企業からの取引を増やし、おわら踊りを踊る等のユニークなロボットで全国的に知名度を高めた。複数の金融機関からの協調融資を受け産業用ロボットを仕入れてのレンタルや中古品の売却で収益を上げ、積極的なレンタル拡充や各方面からの工場見学受け入れなど独自の営業戦略で業績を拡大させた。
一方工場の建設費やレンタル機器の導入を借入に依存しており2008年11月時点で借入総額100億円・社債残高23億5千万円に達し、同年の世界同時不況によりレンタル部門・中古販売部門の業績が停滞、11月に締結した協調融資が60億円の予定から21億円に減額され翌年6月の融資計画も不締結となり以前の融資についても1億円の返済が予定日から1日遅れたことにより与信が低下し、2009年7月に民事再生法を適用。負債総額145億円、その後架空仕入れと架空売り上げを計上した粉飾決算を行い金融機関の融資を受けていたことが発覚しており、2008年5月期の売り上げを約113億円、資産の減価償却後の利益を約10億円と計上していたが、実際の売上高は約17億円と赤字状態だったという。
その後オリックスなどが再建スポンサー候補となっていたが、2010年4月に高い弁済率を提示したレンタルのニッケンがスポンサーに決定。6月1日より、資産および従業員を受け入れた同社の営業拠点として「生産技術センター」を開設し、ロボット事業から撤退し溶接機を中心とした機械・工具のレンタル・中古販売に縮小し事業を継続した。
2013年には本社工場跡地2万2千平米をワシントン靴店に売却し7月には配送センターが移転、売却益を債権者への弁済に充てて生産技術は正式に解散・清算される事になった。また同年10月には第一レンタル富山センターも本社工場跡地の一部に入居している。

## 沿革
- 1973年 - 不二越を退職した堀辺峻雄が富山市にて「北陸生産技術」として創業[9]。
- 1976年 - 株式会社に改組し、株式会社生産技術を設立[9]。
- 1981年6月 - 溶接機レンタル事業開始[9]。
- 1992年8月 - ロボットレンタル・設計事業開始[9]。
- 1995年4月 - 婦中町に本社工場移転[9]。
- 2002年3月 - ロボット工場・展示場完成[9]。
- 2003年 - 第3工場取得、第4・5工場完成[9]。
- 2004年 - 第6・7工場完成[9]。
- 2008年 - 富山市婦中の宮野工業団地に宮野第一・第二工場完成[9]。
- 2009年7月9日 - 富山地方裁判所に民事再生法の適用を申請。[10]
- 2009年7月30日 - 富山地方裁判所より民事再生手続開始決定を受ける。[11]
- 2010年
  - 3月20日 - 第8工場のロボットミュージアムを閉館。
  - 5月18日 - レンタルのニッケンへの事業譲渡が決定[12]。
  - 6月1日 - レンタルのニッケンが資産および従業員を継承し生産技術センターを開設。
- 2013年
  - 5月 - レンタルのニッケン、賃貸契約切れに伴い富山市中田に移転。
  - 7月 - 婦中町の旧本社跡地にワシントン靴店の配送センターを開設[2]、旧社は解散。
  - 10月 - 第一レンタルが工場の一部を取得し、富山センターを開設[8]。
- 2014年12月11日 - レンタルのニッケンが生産技術センター富山を含む生産技術支店部門を分社化し「生産技術パートナーズ」設立[13]。

## テレビコマーシャル・広告
- 1990年から行っており、2009年にはほぼ日本全国で放送されていたが、前述の民事再生法の申請に伴い、すべて放送を中止した。
- 生産技術のCM放送スケジュールは、ホームページで見ることができた。
- また、地元紙には頻繁に広告を掲載していた。